# Злочин у Брадини 1992.
Злочин у Брадини 1992. је назив за организовано етничко чишћење Срба од 25. до 27. маја 1992. у месту Брадина код Коњица (БиХ). Том приликом је 3.000 припадника муслиманских и хрватских снага напало Брадину. Убијено је више десетина Срба, а више стотина Срба је одведено у логоре.

## Позадина
Брадина је до ратних дешавања у Босни и Херцеговини 1992. била етнички чисто насељено место са око 700 Срба, односно 90% становника Брадине били су Срби. То је највеће српско место између Сарајева и Мостара. У околини Брадине рођен је и поглавник НДХ, Анте Павелић.
Током Првог и Другог светског рата Брадина је претрпела велике људске и материјалне губитке, па је тако и национална структура у месту и околини значајно промењена. А након Другог светског рата, вешто се сакривала национална припадност жртава (Срба), као и извршиоца злочина (Хрвата и муслимана).
Увођењем вишепартијског система у СФРЈ, и у општини Коњиц долази до формирања локалних одбора прво СДА, затим ХДЗ, па тек онда СДС 1990. године. ХДЗ и СДА су имали исти циљ — елиминисање Срба из општине Коњиц, али и различите жеље након тог циља. Хрвати су желели БиХ припојити Хрватској, а муслимани самосталну БиХ, према Исламској декларацији Алије Изетбеговића.
Тако и долази до тога да је приватни предузетник Делајић Зејнел (рођен 25. 3. 1948), који је пре рата живео у Београду, Немачкој, Аустрији, организовао илегално наоружавање Хрвата и муслимана у општини Коњиц, још маја 1991. Ту му је помагао и Муцић Здравко (рођен 30. 8. 1955). Они су довели априла 1992. године припаднике ХОС-а из Сплита.
Све цивилне, полицијске и паравојне власти у Коњицу маја 1992. су биле упознате и повезане са етничким чишћењем Срба из Брадине. Преко медија локалних и републичких стално се ширило антисрпско расположење, а Србе су називали "ћетницима", и како Хрватима и муслиманима прети опасност од њих. У тим ратнохушкачким говорима су се истицали: Стјепан Галић, из радио Коњица, Етем Баџак из листа "Ослобођење", и Илија Шагољ, члан ХВО.

## Злочин
Око 3.000 добро наоружаних припадника муслиманских "Зелених Беретки" и "Патриотске Лиге", као и хрватских паравојних формација ХОС и ХВО, упали су 25. маја 1992. у Брадину где су започели убијање српских цивила, силовања, као и паљење цркве СПЦ Вазнесења Господњег. У том првом дану су ове здружене муслиманско-хрватске снаге силовале најмање 5 Српкиња, убиле најмање 38 цивила, а у наредних два дана убијено је још двадесетак, док је још 200 Срба из Брадине одведено у коњичке логоре: Челебићи и Мусала, одакле се мало ко вратио. Тамо у логорима су цивили из Брадине, наредних месеци били изложени стравичној психо-физичкој тортури од стране муслиманско-хрватских стражара. Ове логоре у општини Коњиц лично је посећивао ратни председник БиХ, Алија Изетбеговић и био је упознат са мучењима Срба. У Брадини тих дана маја 1992. пуно српских кућа је опљачкано, а потом и спаљено.
Српски цивили који су убијени 25-27. маја 1992. у Брадини покопани су у масовној гробници одмах поред православне цркве Вазнесења Господњег. Хрватске и муслиманске снаге су платиле локалним Ромима да довуку српске лешеве до те масовне гробнице, где су и покопани.

## Суђење и Оптужнице
МУП Републике Српске је Тужилаштву БиХ 2008. године доставио доказе за подизање оптужнице против припадника муслиманске Армије БиХ: Зије Ланџе, Фаика Шпаге и Вахида Алагића, да би 2009. године Тужилаштво БиХ зауставило истрагу, на иницијативу страног тужиоца Дејвида Швендимана, уз образложење да "нема доказа“.
Године 2011. Тужилаштво БиХ је подигло оптужницу против Миралема Мацића, који је судијама казао имена налогодаваца злочина у Брадини 25-27. маја 1992, а то су: Јасмин Гуска (начелник МУП Коњиц за време рата) и Енес Туцаковић (начелник полицијске јединице у Коњицу). Тужилаштво БиХ је у јануару 2012. појачало истрагу у овом случају и почело да прикупља доказе за суђење, али под сумњивим околностима у само неколико дана током јануара 2012. умиру сва тројица оптужених (Гуска, Туцаковић и Мацић) за Злочин у Брадини 25-27. маја 1992. иако нико од њих није имао тешке здравствене проблеме.
Тужилаштво БиХ у свом поседу има ратни дневник који је водио Мирлаем Мацић, где су сви догађаји 1992-1995. детаљно описани, између осталог и комплетна повезаност цивилне, полицијске и војне власти у Коњицу током рата, самим тиме и саучесници у етничком чишћењу Срба са тог подручја.

## Последице
Године 1998. је направљена ексхумација српских лешева из масовне гробнице код православне цркве, који су убијени 25-27. маја 1992. и сахрањени су на градском гробљу у Требињу.
Брадина данас постоји само као географски појам. Брадина је данас опустела, вратило се само троје људи да живе. Некадашњи становници Брадине данас су расути свуда по свету. Ко год да је покушао од старих становника Брадине да се врати или обнови своју кућу није успео, јер му под окриљем мрака кућа буде опљачкана и уништена.
Јуна 2008. године је подигнут споменик жртвама рата у Брадини, а 28. јуна 2008. је и освештан.
На имању Богдана Куреша, Србина из Брадине, који је убијен на кућном прагу 25. маја 1992. након рата изграђена је џамија, а на улазу у џамију постављена је и табла на којој је писало да је 25. маја 1992. ослобођена од „ћетника” из Брадине. Иако у Брадини није било паравојних формација са српске стране 1992-1995. Потомци Богдана Куреша покренули су поступак ради измештања џамије са њиховог имања. Документарни филм "Јаук" говори о томе шта се све дешавало у Брадини крајем маја 1992. и како је етнички очишћена и шта се све после рата дешавало. Документарни филм "Стан' Неретво" говори о прогону и судбини породице Слободана Бенђа, који је као дечак прогнан, а отац му одведен у логор Мусала.